# 松尾美月
松尾 美月（まつお みづき、2003年1月14日 - ）は、千葉県八街市出身の女子サッカー選手。三菱重工浦和レッズレディース所属。ポジションはフォワード。
姉の松尾菜月もオルカ鴨川FCに所属するサッカー選手。

## 経歴
兄、姉の影響で5歳からサッカーを始める。

### ユース
2018年に通信制高等学校過程の星槎国際高等学校（湘南学習センター）に入学し、同校のサッカー部へ所属。
高校卒業後は、姉も在籍する国際武道大学体育学科に入学し、オルカ鴨川FCの下部組織扱いである同校のサッカー部（オルカ鴨川BU）へ所属。2年次の2022年にトップチームに登録。サッカー部の活動も並行して3年間でリーグ戦53試合に出場した。

### シニア
2025年1月5日、オルカから三菱重工浦和レッズレディースへ完全移籍という形で加入。国際武道大学女子サッカー部出身者から初のWEリーグチームへの加入となった。同年3月17日、国際武道大学を卒業。

## 個人成績

### クラブ
| クラブ                       | シーズン | リーグ      | 背番号 | リーグ戦 | リーグ戦 | カップ戦 | カップ戦 | リーグ杯 | リーグ杯 | AFC  | AFC  | 合計 | 合計 |
| クラブ                       | シーズン | リーグ      | 背番号 | 出場     | 得点     | 出場     | 得点     | 出場     | 得点     | 出場 | 得点 | 出場 | 得点 |
| ---------------------------- | -------- | ----------- | ------ | -------- | -------- | -------- | -------- | -------- | -------- | ---- | ---- | ---- | ---- |
| オルカ鴨川FC                 | 2022     | なでしこ1部 | 29     | 11       | 1        | 3        | 2        | —        | —        | —    | —    | 14   | 3    |
| オルカ鴨川FC                 | 2023     | なでしこ1部 | 29     | 20       | 3        | 2        | 0        | —        | —        | —    | —    | 22   | 3    |
| オルカ鴨川FC                 | 2024     | なでしこ1部 | 11     | 22       | 5        | 1        | 0        | —        | —        | —    | —    | 23   | 5    |
| オルカ鴨川FC                 | 通算     | 通算        | 通算   | 53       | 9        | 6        | 2        | 0        | 0        | 0    | 0    | 59   | 11   |
| 三菱重工浦和レッズレディース | 2024-25  | WE          | 27     | 0        | 0        | 0        | 0        | 0        | 0        | 0    | 0    | 0    | 0    |
| 三菱重工浦和レッズレディース | 通算     | 通算        | 通算   | 0        | 0        | 0        | 0        | 0        | 0        | 0    | 0    | 0    | 0    |
| 通算                         | 日本     | 日本        | 1部    | 0        | 0        | 0        | 0        | 0        | 0        | 0    | 0    | 0    | 0    |
| 通算                         | 日本     | 日本        | 2部    | 53       | 9        | 6        | 2        | 0        | 0        | 0    | 0    | 59   | 11   |
| 総通算                       | 総通算   | 総通算      | 総通算 | 53       | 9        | 6        | 2        | 0        | 0        | 0    | 0    | 59   | 11   |

- 日本女子サッカーリーグ
  - 初出場 - 2022年5月22日 なでしこリーグ1部 第10節 ニッパツ横浜FCシーガルズ戦 (袖ケ浦市陸上競技場)[4]
  - 初得点 - 2022年6月19日 なでしこリーグ1部 第14節 アンジュヴィオレ広島戦 (Balcom BMW 広島総合グランド メインスタジアム)[4]

## タイトル

### クラブ
- オルカ鴨川FC
  - なでしこリーグ1部: 1回 (2023)